# Clara Schumann
Clara Josephine Schumann ([ˈklaːʁa ˈʃuːman]; nhũ danh Wieck; 13 tháng 9 năm 1819 – 20 tháng 5 năm 1896) là một nhà soạn nhạc, nghệ sĩ và giáo viên piano người Đức. Ngoài việc được coi là một trong những nghệ sĩ piano xuất sắc nhất trong thời kỳ Lãng mạn, bà cũng sáng tác những bản độc tấu piano, một bản hòa tấu piano (Op. 7), nhạc thính phòng, những bản hợp xướng, và những bài hát.
Bà lớn lên ở Leipzig, nơi cả cha bà, Friedrich Wieck và mẹ bà, Mariane là những nghệ sĩ và giáo viên piano. Ngoài ra, mẹ bà còn là một ca sĩ. Clara là một thần đồng, và được dạy nhạc bởi cha mình. Bà đã bắt đầu đi lưu diễn ở tuổi mười một, và đã khá thành công ở Paris và Viên, cùng với nhiều thành phố khác. Bà kết hôn với nhà soạn nhạc Robert Schumann, và có với ông tám người con. Cả hai có một mối quan hệ thân thiết với Johannes Brahms. Clara đã biểu diễn khá nhiều tác phẩm của chồng và Brahms trước công chúng.
Sau khi Robert Schumann qua đời, bà tiếp tục có những chuyễn lưu diễn ở Châu Âu trong hàng thập kỷ, thường xuyên đi với nghệ sĩ violin Joseph Joachim và các nhạc sĩ thính phòng khác. Schumann qua đời ở Frankfurt, nhưng được chôn cất ở Bonn bên cạnh chồng.
Bức ảnh Clara Schumann từ một tấm in thạch bản bởi Andreas Staub được in trên tờ 100 Mác Đức từ năm 1989 tới năm 2002.

## Cuộc đời

### Đầu đời

#### Gia đình
Clara Josephine Wieck [ˈklaːʀa ˈjoːzɛfiːn ˈviːk] sinh ra ở Leipzig vào ngày 13 tháng 9 năm 1819 là con của Friedrich Wieck và người vợ Mariane (nhũ danh Tromlitz). Mẹ bà là một ca sĩ nổi tiếng ở Leipzig và bà biểu diễn piano và Gewandhaus. Cha mẹ của Clara có những khác biệt bất khả hòa giải, một phần là do bản tính cứng đầu của cha bà. Sau khi mẹ bà ngoại tình với Adolph Bargiel, một người bạn của cha bà, cặp vợ chồng nhà Wieck đã ly hôn vào năm 1825, và Mariane sau này kết hôn với Bargiel. Cô bé Clara 5 tuổi ở lại với cha trong khi Mariane và Bargiel chuyển tới Berlin.

#### Thần đồng
Từ khi còn nhỏ, cha của Clara đã lên kế hoạch cho sự nghiệp và cuộc sống của bà một cách vô cùng kỹ lưỡng. Bà bắt đầu được mẹ dạy những bài học piano cơ bản từ năm bốn tuổi. Sau khi mẹ bà chuyển ra ngoài, bà bắt đầu dành một tiếng để học với cha mình hàng ngày. Bà được dạy piano, violin, hát, nhạc lý, hòa âm, soạn nhạc, và kỹ thuật đối âm. Sau đó bà phải luyện tập hai tiếng mỗi ngày. Bà được dạy theo phương pháp trong cuốn sách của cha, Wiecks pianistische Erziehung zum schönen Anschlag und zum singenden Ton.

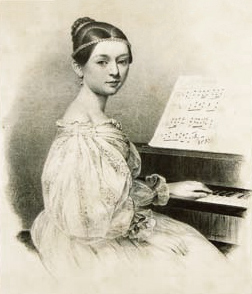
Clara Wieck trong một tấm in thạch bản năm 1835

Clara Wieck biểu diễn lần đầu vào ngày 28 tháng 10 năm 1828 tại Gewandhaus ở Leipzig, lúc chín tuổi. Cùng năm đó, bà biểu diễn tại nhà của Ernst Carus ở Leipizig. Tại đó, bà gặp một nghệ sĩ piano tài năng khác, Robert Schumann, người hơn bà chín tuổi. Schumann ngưỡng mộ Clara tới mức ông xin mẹ để thôi học luật để học nhạc cùng với cha của Clara. Khi học nhạc, ông thuê nhà tại căn nhà của Clara và ở lại đây một năm.
Từ tháng 9 năm 1831 tới tháng 4 năm 1832, Clara đi lưu diễn ở Paris và các thành phố Châu Âu khác, đồng hành của với cha. Tại Weimar, bà biểu diễn một bản bravura bởi Henri Herz cho Goethe, người trao cho bà chiếc huy chương có hình chân dung ông và viết: "Dành cho người nghệ sĩ tài năng Clara Wieck". Trong chuyến lưu diễn ấy, nghệ sĩ violin Niccolò Paganini, người cũng đang ở Paris, offered to appear with her. Buổi biểu diễn ở Paris của bà không nhiều người đến xem vì nhiều người phải rời khỏi thành phố do dịch tả bùng phát. Chuyến lưu diễn đánh dấu sự thay đổi của bà từ một thần đồng thành một nữ nghệ sĩ trẻ.

#### Thành công ở Viên
Từ tháng 12 năm 1837 cho tới tháng 4 năm 1838, ở tuổi 18, Wieck đã biểu diễn một loạt các tiết mục ở Viên. Franz Grillparzer, nhà kịch thơ hàng đầu nước Áo, đã viết một bài thơ với tiêu đề "Clara Wieck và Beethoven" sau khi nghe bản sonata Appassionata của Beethoven khi bà biểu diễn. Những buổi biểu diễn của bà nhận về những lời khen ngợi; Benedict Randhartinger, một người bạn của Franz Schubert, đã tặng bà bản sao chữ ký Erlkönig của Schubert, với dòng chữ "Để chúc mừng nghệ sĩ Clara Wieck." Chopin đã mô tả lại màn trình diễn của Clara cho Franz Liszt, người sau đó đã đến xem tiết mục của Wieck và hết lời khen ngợi bà trong một lá thư được đăng trên tạp chí Paris Revue et Gazette Musicale và sau đó, được dịch lại, trong tờ báo Leipzig Neue Zeitschrift für Musik. Vào ngày 15 tháng 3, bà được phong làm Königliche und Kaiserliche Österreichische Kammer-virtuosin, danh hiệu âm nhạc cao nhất của Áo.

### Qua đời
Clara Schumann đột quỵ vào ngày 26 tháng 3 năm 1896, và qua đời vào ngày 20 tháng 5 năm 76 tuổi. Bà được chôn cất ở Bonn tại Alter Friedhof bên cạnh chồng, theo như di nguyện của bà.

## Di sản

### Tiền giấy và nhạc viện
Ảnh Clara Schumann trong một tấm in thạch bản vào năm 1835 in bởi Andreas Staub được in lên tờ 100 Mác Đức từ ngày 2 tháng 1 năm 1989 cho tới khi Đức sử dụng đồng euro vào ngày 1 tháng 1 năm 2002. Mặt sau tờ tiền là hình một chiếc đàn piano và mặt ngoài của Nhạc viện Tiến sĩ Hoch, nơi bà dạy nhạc trong những năm cuối đời. Đại sảnh tòa nhà mới của nhạc viện được đặt theo tên bà.

Banknote in light blue with green and beige, focused on the face of a young woman on the right, dark blue drawing on light blueSchumann trên tờ 100 Mác Đức
Banknote in light blue with yellowish green and beige, focused on an open grand piano, with a building in the left backgroundMặt sau của tờ tiền là ảnh của một chiếc đàn piano mà bà đã từng chơi, và tòa nhà của Nhạc viện Tiến sĩ Hoch nơi bà giảng dạy những năm cuối đời

## Liên kết ngoàɪ
- Clara Schumann: A Composer’s Wife as Composer - by Eugene Gates, Kapralova Society Journal.
- Kreusch-sheet-music.net - Free Scores by Clara Schumann
- Bản nhạc miễn phí bởi Clara Schumann tại Dự án Thư viện Bản nhạc Quốc tế (IMSLP)
- Complete works of Clara Schumann-Wieck Lưu trữ ngày 17 tháng 10 năm 2008 tại Wayback Machine.
- Goldenwattle.net Lưu trữ ngày 6 tháng 2 năm 2007 tại Wayback Machine - Play about Clara Schumann
- March in Es dur trên YouTube, for piano duet, Clara Schumann's last work
- Scherzo Nr.2 Op.14 trên YouTube
- Clara Schumann - Classical Composer Lưu trữ ngày 22 tháng 10 năm 2012 tại Wayback Machine